# Alain Chédotal
Alain Chédotal, né le 18 septembre 1967 à Nantes, est un chercheur français spécialiste du développement des circuits neuronaux. Il est membre de l'Académie des sciences depuis 2017.

## Biographie
Alain Chédotal étudie la biologie au Lycée Clemenceau (Nantes) et intègre l’École Normale Supérieure de Lyon en 1988. Il s'oriente vers la recherche en neurosciences à la suite d'un stage dans le laboratoire du Dr Edith Hamel à l'Institut Neurologique de Montréal (Canada), dans lequel il passera aussi une année en tant que coopérant. De retour en France il s'inscrit en thèse de Sciences dans l'équipe Inserm du Dr Constantino Sotelo à l'Hôpital de la Salpêtrière et Université Pierre et Marie Curie (Actuellement Sorbonne Université).  Il y étudiera la migration des neurones chez l'embryon de souris et le développement des connexions entre le tronc cérébral et le cervelet. Il rejoint pour un stage post-doctoral le laboratoire du Dr Corey Goodman à l’université de Californie à Berkeley (USA) où il contribue à l’identification de nouveaux récepteurs impliqués dans le guidage des axones et dans diverses maladies, dont les cancers,,. Alain Chédotal est recruté à l’Inserm en 1997 et monte sa propre équipe tout d’abord à l’Hôpital de la Salpêtrière, puis sur le campus de Jussieu, avant de rejoindre en 2008 l’Institut de la Vision (Inserm, CNRS, Sorbonne Université, Hôpital des Quinze-Vingts). Au cours de sa carrière, Alain Chédotal acquiert une expérience pluridisciplinaire en neuroanatomie, embryologie expérimentale, génétique, biologie cellulaire, biologie moléculaire et imagerie. 
En 2018, Alain Chédotal coordonne le programme de recherche transversal HuDeCA de l’Inserm qui vise à établir la cartographie cellulaire de l’embryon Humain. Il fait partie du comité d’organisation de l’exposition permanente « Cerveau » à la cité des sciences et de l’industrie.

## Apports scientifiques
Depuis sa thèse, Alain Chédotal s’intéresse au développement de neurones (appelés commissuraux) dont les axones interconnectent les moitiés droite et gauche du cerveau. Ces neurones permettent la vision en relief, la localisation des sons dans l’espace, la coordination de la contraction des muscles pendant les mouvements, notamment au cours de la marche. Leur développement anormale est à l’origine de maladies neurologiques comme les mouvements en miroir ou encore le syndrome HGPPS, une maladie rare (mutation du gène ROBO3) qui associe scoliose sévère et strabisme Dans une série d'articles publiés au cours des 20 dernières années,,, Alain Chédotal a identifié certains des mécanismes moléculaires et cellulaire contrôlant le guidage des axones et la migration des neurones dans plusieurs régions du cerveau.
Son équipe étudie également l’évolution des mécanismes du guidage axonal. Ses travaux récents ont remis en cause l’existence d’un chimiotropisme des axones commissuraux, un des dogmes dans le domaine. Il a récemment démontré que certaines molécules de guidage sont des régulateurs clés de l'angiogenèse normale et pathologique, et que le blocage de ces signaux pourrait potentiellement être utilisé pour traiter les maladies néovasculaires oculaires. Son équipe développe également des projets et portant sur la régénération et la réparation du nerf optique et de la cornée.
Le laboratoire d’Alain Chédotal a mis au point une technique innovante permettant l’imagerie tridimensionnelle par coupes optiques d’échantillons épais, entiers (embryons de souris, cerveau postnatal) rendus transparents à l’aide de solvants organiques et imagés avec un microscope à feuillet de lumière. Cette méthode révolutionne et facilite la manière dont on peut étudier l’organisation neuro-anatomique du cerveau, mais aussi de tous les tissus. Il a appliqué cette méthode à l’étude du développement embryonnaire et fœtal humain et commencé à construire le premier atlas cellulaire 3D du développement embryonnaire humain.

## Honneurs et distinctions
Alain Chédotal est membre de l'EMBO depuis 2019, de l’Academia Europaea depuis 2016 et de l’Académie des Sciences depuis 2017. Il a été président du conseil scientifique de la fondation pour la recherche médicale et préside depuis 2023 le conseil scientifique de la fondation pour l'audition .

### Prix
- 2022 : Krieg Cortical Discoverer Award of the Cajal Club
- 2017 : 
  - Prix Remedios Caro Almela[23].
  - Prix Recherche Inserm[24].

- 2002 : Lauréat de la Fondation Schlumberger pour l’Éducation et la Recherche.

- 2001 : Young Investigator Award de la European Society of Neurochemistry.